# 게랄트 괴팅
게랄트 괴팅(독일어: Gerald Götting, 1923년 6월 9일 ~ 2015년 5월 19일)은 전 동독의 기독민주연합 정치인이다.
작센의 니틀레벤(현재 할레)에서 출생하였다. 제2차 세계대전 중에 보조후원공급기구인 국가노동부국에 근무하였다가, 후에 베르마흐트에서 복무하였다. 1945년 미군의 포로로 간단히 잡혔다.
1946년 보수적 정당인 기독민주연합에 입당하고나서, 할레-비텐베르크 대학교에서 2년동안 독일학, 역사학, 언어학을 수학하였다. 1949년 기독민주연합의 당서기가 되었고, 소비에트 연방 점령의 동독 설립 이후에 국민의회의 단원으로서 자신의 경력을 시작하였다.
그 시기에 괴팅은 동독의 영향적 지위들 - 국민의회 기민련 당파 의장(1949~63), 부총리(1958~63), 국가의회 부의장(1963~89)을 지내왔다. 또한 국민의회 의장(1969~76)과 그 부의장(1969~89)을 역임하기도 하였다. 결국 1966년 기민련의 향상에서 그 의장이 되었다.
의장으로서 구민 전선을 형성한 다른 정당들과 가까운 일을 하였고, 자신의 당수 재임 동안에 통일사회당과 함께 기독교와 사회주의 간의 관계를 조사하는 팸플릿을 발간하였다.
괴팅은 동독 사회에서 다른 직위를 지내왔는데, 1961년부터 1969년까지 독일-아프리카 학회의 부회장을 지내면서 1963년 알베르트 슈바이처 협회의 회원이었다. 1976년에는 동독 인민우호연맹의 의장으로 선출되었다.
베를린 장벽이 무너지기 며칠 전인 1989년 11월 2일, 괴팅은 기민련 의장으로서 사임해야 했다. 5일 후에는 국가의회 의원직에서 물러났다. 12월에 체포되었다가, 1990년 2월에 석방되었다. 후에 정당 모금을 훔친 죄로 기소되었고, 1991년 2월 기민련에서 제명되었다.
2015년 5월 19일 베를린에서 91세의 나이로 사망하였다.
| 전임 요하네스 디크만 | 제2대 동독 인민의회 의장 1969년 5월 12일 ~ 1976년 10월 29일 | 후임 호르스트 진더만 |